# Shiromajo Gakuen
Shiromajo Gakuen é um filme de 2013, estrelado pelo grupo idol japonês Dempagumi.Inc, e conta com a direção de Koichi Sakamoto, responsável pela direção de inúmeras séries da franquia Super Sentai.

## História
A Academia Feiticeiras Brancas, é uma escola para meninas, onde elas aprendem a bruxaria. As alunas novas são Mogami Shiratori (Mogami Moa), Nemu Watanuki (Nemu Yumemi), Mirin Yukino (Mirin Furukawa), Eimi Odamaki (Eimi Naruse) e Shiomi Ayane (Ayane Fujisaki). Todas elas têm os seus corações partidos e tem uma dor emocional profunda. As alunas mais velhas dirigidas pela Kikuta Risa (Risa Aizawa) atribuem tarefas ao grupo de alunas novas. As tarefas são passos para adquirir habilidades de feitiçaria. As atrizes do filme são conhecidas do grupo Denpagumi.inc, entre as integrantes estão as conhecidas Arisa Komiya (Gobuster Yellow), Hikari Takara (GTO - 2012) e Kasumi Yamada (Kamen Rider × Kamen Rider Wizard & Fourze: Movie War Ultimatum). É uma co-produção entre a TV Asahi e a Toei Company, e traz muita ação misturado com elementos Ecchi.
Em 13 de Junho de 2015 estreou nos cinemas sua continuação, "Shiromajo Gakuen: Owari to Hajimari", que também poderá ser visto mundialmente através da plataforma de vídeos Viki.

## Elenco
Dempagumi.Inc
- Moga Shiratori (Moga Mogami)
- Nemu (Nemu Yumemi)
- Mirin Yukino (Mirin Furukawa)
- Eimi (Eimi Naruse)
- Ayane (Ayane Fujisaki)
- Risa (Risa Aizawa)

Elenco Adicional
- Kasumi Shiratori (Kasumi Yamaya)
- Nigera (Hikari Takaya)
- Arisa Komiya
- Sae Shiraishi
- Yu Aikawa